# Конрад VII фон Урзлинген
Конрад VII фон Урзлинген (на немски: Konrad VII. von Urslingen; † сл. 1372) от швабския знатен род Урслинген/Урзлинген е херцог на Урзлинген (днес част от Дитинген) в Баден-Вюртемберг.
Той е син на херцог Райнолд фон Урзлинген († сл. 1365) и съпругата му принцеса Беатрикс фон Тек († сл. 1371), дъщеря на херцог Херман II фон Тек († 1319) и Вилибиргис фон Тюбинген, дъщеря на граф Готфрид I фон Тюбинген-Бьоблинген († 1316) и Елизабет фон Фюрстенберг († сл. 1319). Внук е на херцог Конрад VI фон Урзлинген († сл. 1340) и на фон Бернхаузен. Сестра ма Анна фон Урзлинген († сл. 1383) е омъжена на 23 февруари 1359 г. за Йохан ’Млади’ фон Бодман, майор на Юберлинген († сл. 1415).

## Фамилия
Конрад VII фон Урзлинген се жени за Верена фон Кренкинген, дъщеря на Луитолд II фон Кренкинген, майор на Цюрих († 1360) и Аделхайд фон Юзенберг († 1353). Те имат децата:
- Анна фон Урзлинген († сл. 1424), омъжена за Конрад I фон Геролдсек, господар на Злуц († 1417)
- Райнолд VI фон Урзлинген († пр. 11 ноември 1442), женен пр. 31 август 1400 г. за Анна фон Юзенберг († 24 август 1437)
- дъщеря, омъжена за херцог Фридрих IV фон Тек († 1411)